# True Romance
True Romance er en amerikansk film fra 1993, skrevet af Quentin Tarantino og instrueret af Tony Scott. Filmen handler om Clarence (Christian Slater) og Alabamas (Patricia Arquette) rejse gennem USA på flugt fra skruppelløse gangstere, som de har stjålet en større sending kokain fra.

## Medvirkende
- Christian Slater
- Patricia Arquette
- Val Kilmer
- Gary Oldman
- Brad Pitt